# Aleksiej Sidniew
Aleksiej Matwiejewicz Sidniew (ros. Алексей Матвеевич Сиднев, ur. 1907 w Saratowie, zm. 1958) – radziecki wojskowy i funkcjonariusz organów bezpieczeństwa, generał major.

## Życiorys
1921 ukończył szkołę w Saratowie, 1928 robotniczy uniwersytet wieczorowy, 1932 Leningradzką Wojskową Szkołę Inżynieryjną, a do 1939 3 lata Moskiewskiej Wojskowej Akademii Inżynieryjnej. Od 1928 w Armii Czerwonej, od 1931 w WKP(b), od 1939 na wysokich stanowiskach w kontrwywiadzie wojskowym - szef Wydziału Specjalnego NKWD/Wydziału III Ludowego Komisariatu Obrony Leningradzkiego Okręgu Wojskowego w stopniu majora bezpieczeństwa państwowego, od 1941 na froncie, komisarz dywizji. Od sierpnia 1941 do maja 1942 zastępca szefa Wydziału Specjalnego NKWD Frontu Leningradzkiego, od maja 1942 do kwietnia 1943 szef Wydziału Specjalnego NKWD Frontu Karelskiego. 23 lutego 1942 mianowany starszym majorem, a 14 lutego 1943 komisarzem bezpieczeństwa państwowego. 19 kwietnia 1943 do kwietnia 1944 szef Wydziału Kontrwywiadu Frontu Karelskiego, 26 maja 1943 mianowany generałem-majorem. Od kwietnia do lipca 1944 zastępca szefa Zarządu Kontrwywiadu 1 Frontu Ukraińskiego, od lipca 1944 do września 1945 zastępca szefa Zarządu Kontrwywiadu Smiersz 1 Frontu Białoruskiego, od czerwca 1945 do grudnia 1947 szef sektora operacyjnego NKWD/MWD/MGB w Berlinie. Od 26 grudnia 1947 do lutego 1948 minister bezpieczeństwa państwowego Tatarskiej ASRR. 31 stycznia 1948 aresztowany, 6 października 1951 skazany i skierowany na przymusowe leczenie w szpitalu psychiatrycznym. Zwolniony w lipcu 1953, zwolniony z MWD "z powodu dyskredytacji".

## Odznaczenia
- Order Czerwonego Sztandaru (15 stycznia 1940)
- Order Suworowa II klasy (31 maja 1945)
- Order Kutuzowa II klasy
- Order Wojny Ojczyźnianej I klasy (28 października 1943)
- Order Czerwonej Gwiazdy (dwukrotnie - 16 sierpnia 1936 i 3 listopada 1944)
- Odznaka „Zasłużony Funkcjonariusz NKWD” (2 lutego 1942)
- Krzyż Kawalerski Orderu Virtuti Militari (Polska)
- Order Krzyża Grunwaldu II klasy (Polska)